# Série de Liouville-Neumann
Em matemática, uma série de Liouville-Neumann é uma série infinita que corresponde à técnica do formalismo resolvente para solução de equações integrais de Fredholm na teoria de Fredholm.

## Definição
Uma série de Liouville-Neumann é definida por
{\displaystyle \phi \left(x\right)=\sum _{n=0}^{\infty }\lambda ^{n}\phi _{n}\left(x\right)},
que é a única solução contínua de uma equação integral de Fredholm do segundo tipo
{\displaystyle f(t)=\phi (t)-\lambda \int _{a}^{b}K(t,s)\phi (s)\,ds}.
Se o núcleo iterado de ordem n é definido por
{\displaystyle K_{n}\left(x,z\right)=\int \int \cdots \int K\left(x,y_{1}\right)K\left(y_{1},y_{2}\right)\cdots K\left(y_{n-1},z\right)dy_{1}dy_{2}\cdots dy_{n-1}}
então
{\displaystyle \phi _{n}\left(x\right)=\int K_{n}\left(x,z\right)f\left(z\right)dz}.
O núcleo resolvente é dado por
{\displaystyle K\left(x,z;\lambda \right)=\sum _{n=0}^{\infty }\lambda ^{n}K_{n+1}\left(x,z\right)}.
A solução da equação integral é:
{\displaystyle \phi \left(x\right)=\int K\left(x,z;\lambda \right)f\left(z\right)dz}.
Métodos similares podem ser usados para resolver equações integrais de Volterra.